# Mondi
Die Mondi plc Gruppe ist ein börsennotiertes Verpackungs- und Papierunternehmen mit Hauptsitzen in Wien, Österreich und Weybridge, Vereinigtes Königreich. Mondi beschäftigt rund 26.000 Mitarbeiter in über 100 Produktionsstätten und in mehr als 30 Ländern, überwiegend in Europa, Russland, Nordamerika und Südafrika.
Mondi ist entlang der gesamten Wertschöpfungskette der Verpackungs- und Papierherstellung tätig – von der Bewirtschaftung der Wälder und der Produktion von Zellstoff, Papier und Verbundstoffen bis hin zur Entwicklung und Herstellung von Industrie- und Konsumgüterverpackungen. Die Mondi-Gruppe ist an der Johannesburger Börse und an der Londoner Börse notiert und Bestandteil des FTSE 100 Index.

## Geschichte
Mondi hat seine Wurzeln in Südafrika, wo der frühere Eigentümer des Unternehmens, Anglo American, 1967 die Merebank-Fabrik in Durban errichtete.
In den frühen 1990er-Jahren fasste Mondi auch in Europa (Österreich, Großbritannien, Frankreich, Russland, Slowakei, Polen, Ungarn, Dänemark, Niederlande, Bulgarien und Italien) Fuß.
Die Mondi AG ist eine Tochtergesellschaft der Mondi-Gruppe und ist die Holdinggesellschaft mehrerer österreichischer und (von Österreich aus gesehen) ausländischer Papierhersteller, mit Hauptsitz in Wien. Die Firmengruppe geht auf die 1793 gegründete Klein-Neusiedler Papierfabrik zurück (heute: Mondi Neusiedler GmbH) und untersteht ihrerseits vertikal zwei weiteren Holdinggesellschaften.
Die Mondi-Gruppe ist in die zwei Divisionen Europe & International und South Africa aufgeteilt. Zusätzlich gibt es noch einen Unternehmenszweig Joint Ventures und Subsidiaries.
Zur Europadivision gehören sechs Produktionsstätten für Papier und das Vorprodukt Zellstoff in der Slowakei, in Russland, Israel, Südafrika und Österreich. Darüber hinaus werden Forstwirtschaften in Südafrika (520.000 ha) und Russland (1,7 Mio. ha) betrieben. Dazu kommen Verkaufsbüros in den Niederlanden, in Spanien, Frankreich, Italien, Großbritannien, Polen, Bulgarien, Tschechien, Rumänien, Russland, Ungarn, Ukraine, Australien, China, in den Vereinigten Arabischen Emiraten, in Deutschland und in Österreich.
Im Jahr 2000 erhöhte das Unternehmen seine Beteiligung an der Neusiedler AG und der Frantschach AG, beide österreichische Unternehmen, auf 100 % bzw. 70 %. Ebenfalls im Jahr 2000 wurde das polnische Unternehmen Cofinec übernommen. Es erhöhte seine Beteiligung an der russischen Papier- und Zellstofffabrik Syktyvkar auf 90 % im Jahr 2002. Im Jahr 2004 erhöhte sie ihre Beteiligung an der Frantschach AG, einem ihrer österreichischen Unternehmen, weiter auf 100 % und an der Celuloza Świecie S.A., einem weiteren polnischen Unternehmen, auf 71 %.
Am 2. Juli 2007 trennte sich das Unternehmen von seiner früheren Muttergesellschaft Anglo American und wurde zu einem börsennotierten Unternehmen, wobei Mondi Limited an der Johannesburger Börse und Mondi plc an der Londoner Börse notiert waren.
Die Ausgliederung von Mondi Packaging South Africa (notiert als Mpact an der Johannesburger Börse) erfolgte 2011 unter dem neuen Namen Mpact Limited.
2012 erwarb Mondi Nordenia International AG, Greven, um das Geschäft mit Verbraucherverpackungen auszubauen.
Eine weitere große Akquisition erfolgte 2015 mit dem Beitritt von Ascania nonwoven Germany GmbH (Vliesstoff-Hygienekomponenten, Aschersleben, Deutschland) und KSP, Co (Konsumgüterverpackungen, Südkorea und Thailand).
Im Mai 2017 wurde Peter Oswald zum neuen Chief Executive Officer der Gruppe ernannt. Im selben Jahr erfolgte die Genehmigung der 335 Millionen Euro teuren Modernisierung des Werks Štětí (Tschechien).
Am 1. April 2020 trat Andrew King die Nachfolge von Peter Oswald als Chief Executive Officer der Mondi Group an.
Am 17. Februar 2022 wurde das Geschäft mit Körperpflegeprodukten (Personal Care Components) incl. Mondi Ascania GmbH an Nitto Denko K.K., Osaka, Japan verkauft. Die Tochter Mondi Ascania GmbH wurde in Nitto Advanced Nonwoven Ascania GmbH umbenannt.
2025 übernahm Mondi die westeuropäischen Schumacher Packaging Werke.

## Produkte
Die Mondi-Gruppe ist in die folgenden globalen Divisionen unterteilt: Wellpappenverpackungen, flexible Verpackungen und technische Werkstoffe sowie ungestrichenes Feinpapier. Die Gruppe verwaltet Wälder und Papierfabriken in Russland und Südafrika und produziert außerdem Zellstoff, Papier und Kunststofffolien sowie Industrie- und Konsumverpackungen aus Papier und flexiblen Kunststoffen.

## Nachhaltigkeit
2014 starteten Mondi und der WWF eine globale Partnerschaft zur Stärkung der Umweltverantwortung im Verpackungs- und Papiersektor. Im Jahr 2017 verlängerten Mondi und der WWF die Partnerschaft um drei weitere Jahre bis 2020.
2018 gaben Mondi und der WWF bekannt, dass Mondi den WWF Climate Savers beigetreten ist und sich verpflichtet hat, die spezifischen produktionsbedingten Treibhausgasemissionen (THG) bis 2050 auf 0,25 t CO2e/t Produktion zu reduzieren.
Zur Überwachung der Umweltauswirkungen der Produktionsprozesse werden standardisierte Parameter verwendet. Mondi hat seine Produktverantwortung auf der Grundlage der UNEP Life Cycle Initiative definiert.